# PAZ-652
Der PAZ-652 (russisch ПАЗ-652) ist ein Minibus des sowjetischen Herstellers Pawlowski Awtobusny Sawod. Das Fahrzeug wurde von 1958 bis 1968 in Serie produziert und basierte technisch auf dem Lastwagen GAZ-51. Optisch unterschied sich der Omnibus kaum von seinem Nachfolger, dem ab 1968 gefertigten PAZ-672. Insgesamt wurden in 10 Jahren über 62.000 Exemplare des PAZ-652 in verschiedenen Varianten produziert.

## Fahrzeuggeschichte

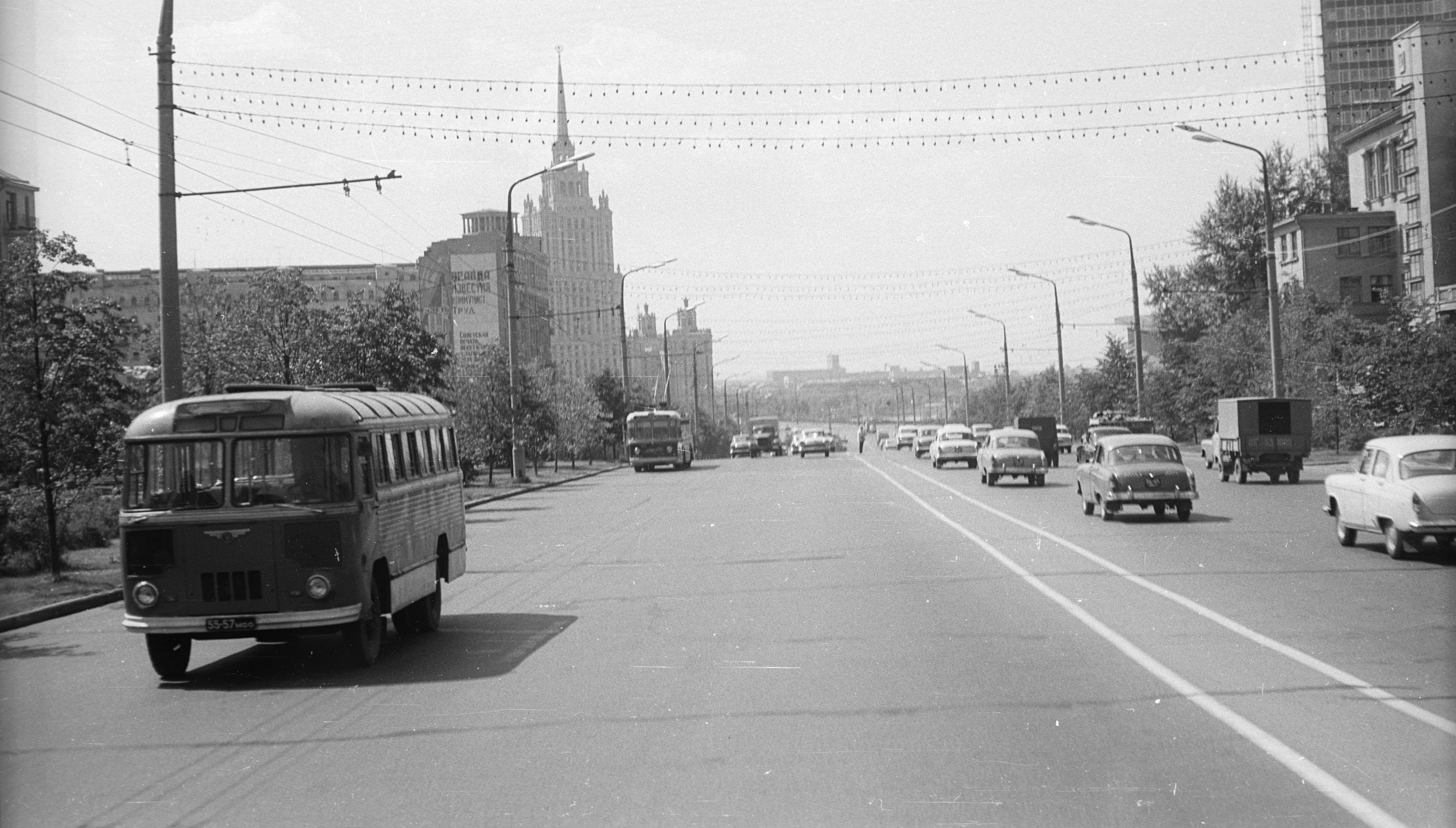
Dasselbe Fahrzeug auf einer Moskauer Hauptverkehrsstraße (1966)

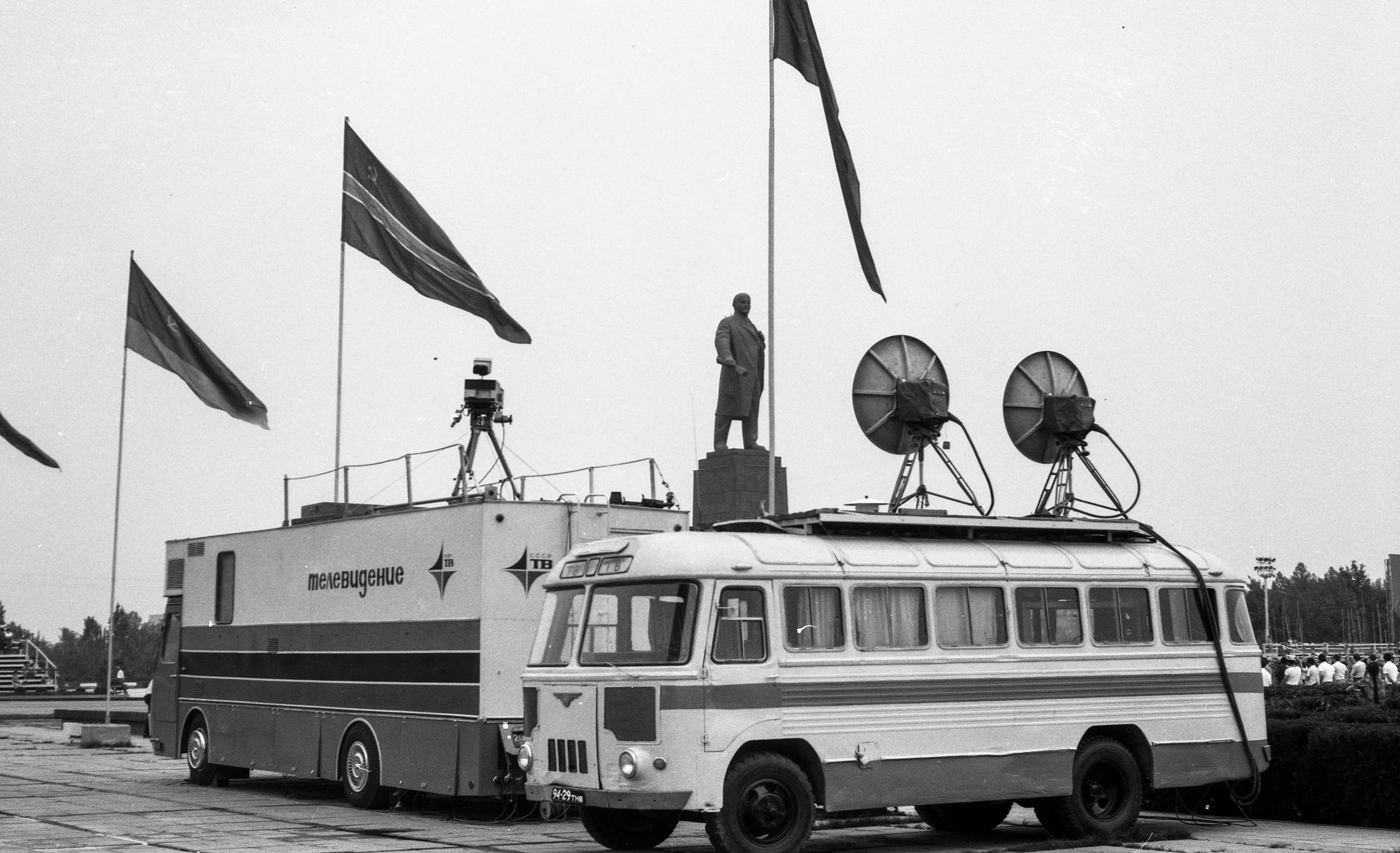
Ein PAZ-652 als Übertragungswagen in Usbekistan (1980)

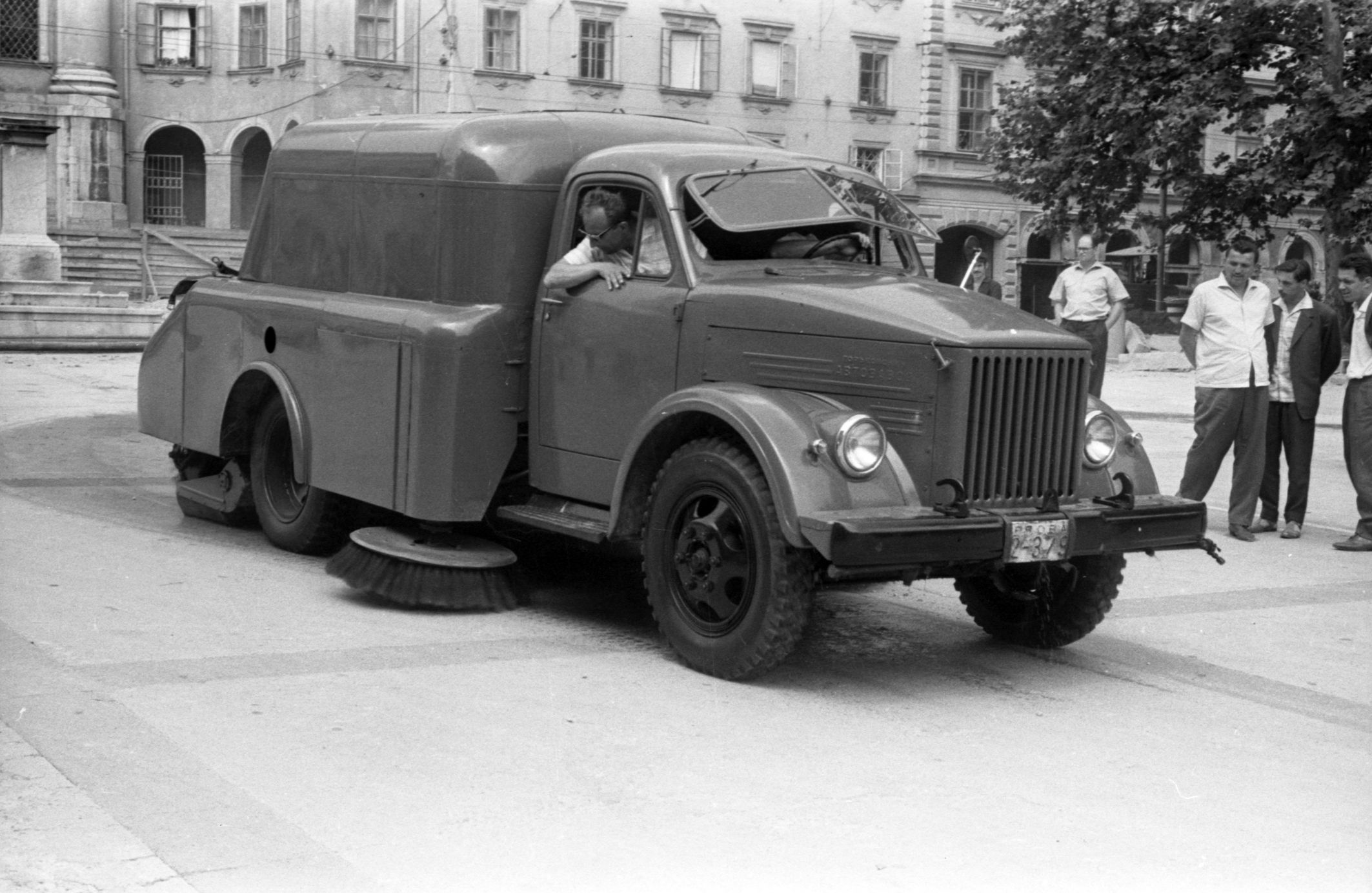
Ein GAZ-51, hier mit Kehrmaschinenaufbau, von dem Fahrwerk und Antriebsstrang stammten (1963)

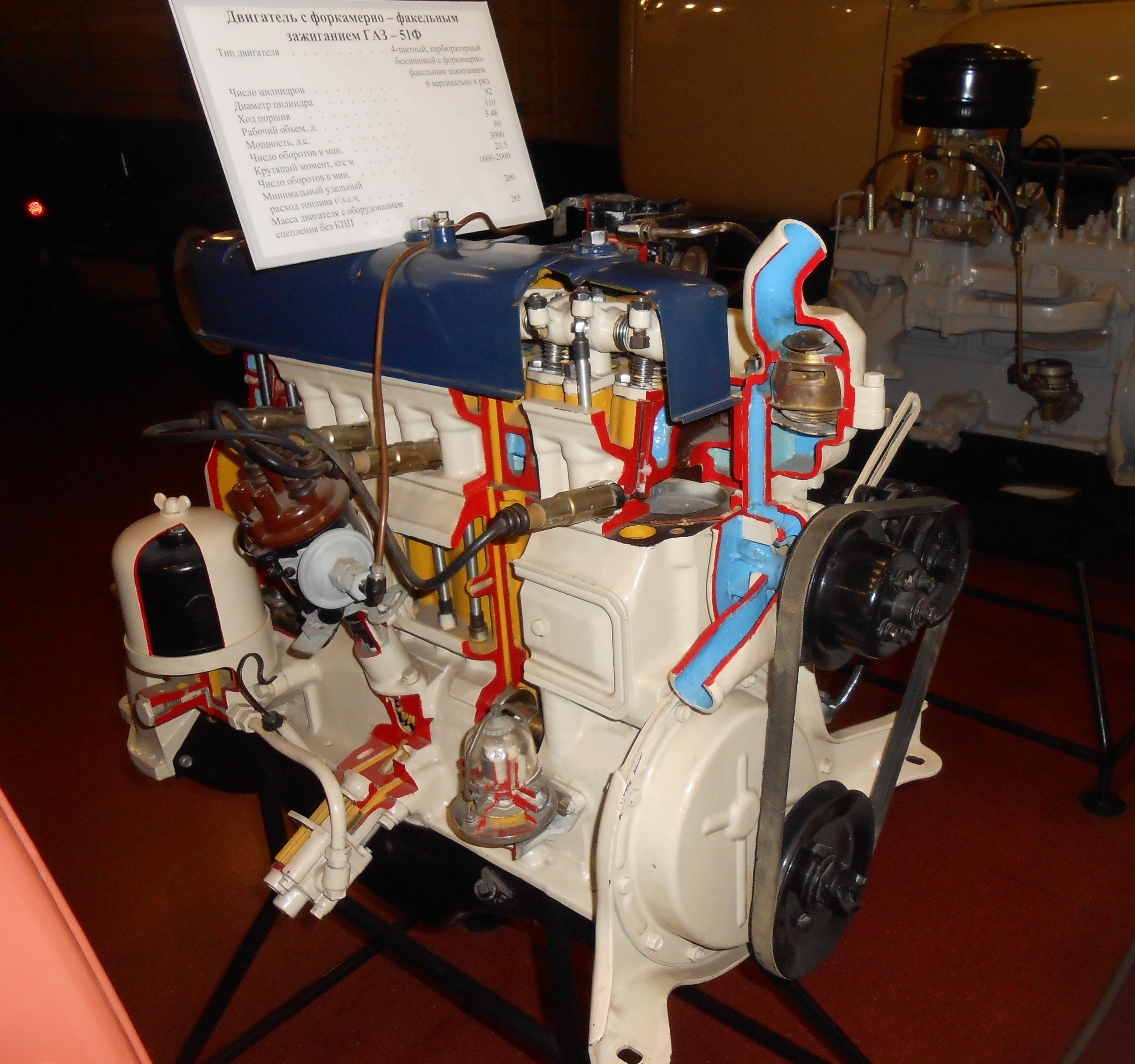
Ein Schnittmodell des Motors GAZ-51, der mit einigen Änderungen auch im PAZ-652 eingebaut wurde

Das Werk in Pawlowo begann 1952 mit der Fertigung von Omnibussen. Zunächst wurde der GZA-651 produziert, ab 1955 wurde der erste eigene Minibus entwickelt. Wie auch schon der Vorgänger basierte er auf dem Fahrgestell des Lastwagens GAZ-51, um möglichst wenig unterschiedliche Komponenten fertigen zu müssen. Insgesamt wurden sieben unterschiedliche Prototypen gebaut, die sich sowohl in der Innenausstattung als auch im Design unterschieden. Die später realisierten Modellvarianten basierten zum Teil auf diesen Entwürfen. Anders als beim Vorgänger wurde der Motor innerhalb der rundlichen Buskarosserie untergebracht. Der GZA-651 hatte noch eine ausgeprägte Motorhaube im Langhauberdesign.
Die Serienfertigung des PAZ-652 und damit des ersten von PAZ selbst entwickelten Busses begann 1958. Die Fertigung des Vorgängers wurde an KAwZ übertragen. Als Grundversion wurde das Design des sechsten Prototyps übernommen. Die Leistung des Lastwagenmotors wurde auf 90 PS gesteigert und der Radstand im Vergleich zum Vorgänger um 30 Zentimeter verlängert. Deshalb konnten in der umgestalteten Karosserie 23 Sitzplätze untergebracht werden, vier mehr als zuvor. Die Karosserie wurde auf einem Grundgerüst aus Stahlblech aufgebaut. Typisch für die erste Generation sind die gewellten Seitenbleche unterhalb der Fenster, die beim PAZ-652B ab 1963 und auch bei allen nachfolgenden Modellen durch glatte Bleche ersetzt wurden.
Charakteristisch für den Bus ist die gebogene und geteilte Panoramascheibe. Die Scheiben der Fenster für die Passagiere wurden aus Einscheiben-Sicherheitsglas gefertigt, um bei Unfällen Verletzungen durch scharfe Glassplitter zu verhindern. Eine konstruktive Besonderheit ist, dass der Motorkühler neben statt wie üblich vor dem Motor platziert wurde. Allerdings konnte nie völlig unterbunden werden, dass Benzindampf aus dem Motorraum mit in die Lüftung beziehungsweise Heizung und so in den Passagierraum gelangte.
Während der ersten Jahre zeigten sich verschiedene kleinere Probleme an der Konstruktion. Um sie zu beheben, wurde Anfang 1963 die überarbeitete Version PAZ-652B eingeführt. Sie erhielt einen verstärkten Rahmen aus dickeren Stahlblechen. Die Karosserie wurde an stark belasteten Stellen durch zusätzliche Bleche verstärkt, die Anordnung der Lampen änderte sich mehrfach während der Produktionszeit. Ab 1964 wurde eine verstärkte Vorderachse eingebaut, die Teile vom Lastwagen ZIL-130 übernahm. Auch am Fahrwerk wurden verschiedene Änderungen vorgenommen, um den Komfort der Passagiere zu erhöhen. Der Fahrersitz wurde durch eine Plexiglaswand vom Passagierraum abgetrennt.
Der PAZ-652B wurde bis 1968 gebaut, von dieser Version entstanden etwa 44.000 Exemplare. Insgesamt wurden exakt 62.121 Fahrzeuge aller Varianten produziert. Der ab 1968 gebaute Nachfolger PAZ-672, der optisch nahezu unverändert war, wurde noch bis 1989 und fast 300.000 mal gefertigt.

## Modellvarianten
Vom PAZ-652 wurden insgesamt drei unterschiedliche Varianten gebaut, hinzu kamen die sieben unterschiedlichen Prototypen.
- PAZ-652 – Die Grundversion lief ab 1958 von den Bändern und wurde, abgesehen von kleinen Änderungen, unverändert bis 1963 gefertigt.
- PAZ-652B – Überarbeitetes und ab 1963 in Serie gebautes Fahrzeug, etwa 44.000 Exemplare wurden gebaut. 1968 wurde die Produktion zu Gunsten des PAZ-672 eingestellt.[5]
- PAZ-652T – Für den Tourismus vorgesehene Version. Zwischen 1962 und 1963 wurden etwa 10 Exemplare gefertigt, die über diversen zusätzlichen Komfort verfügten. Es wurden Regale, Gepäckfächer, bequemere Sitze und ein Radio eingebaut. Außerdem entfiel die hintere Tür. Den ursprünglichen Kunden, die Intourist, erreichten die Fahrzeuge nie, der Auftrag wurde storniert.[6] Später wurden derartig ausgestattete Fahrzeuge auf Basis anderer Busse wie dem LAZ-697 oder dem LiAZ-677 gebaut.

Für die sowjetische Außenhandelsorganisation Awtoexport im Jahr 1962 auf dem Papier der PAZ-652L konstruiert. Geplant war, eine Version als Rechtslenker zu schaffen und das komplette Design des Busses zu spiegeln. Zwar gab es erhebliche Schwierigkeiten, da insbesondere die Umgestaltung des Motorraumes große Probleme bereitete, die Konstruktion wurde aber fristgerecht fertiggestellt. Noch vor dem Bau eines Prototyps wurde der Auftrag von der Awtoexport zurückgezogen, zu einer Produktion kam es entsprechend nie.
In einer Touring-Sonderausführung wurde der PAZ-652 auch mit dem V8-Motor aus dem Lastwagen GAZ-53 ausgestattet, der im Bus 120 PS leistete und eine Höchstgeschwindigkeit von 100 km/h gestattete.

## Technische Daten
- Für die Grundversion PAZ-652.[2] Daten des überarbeiteten PAZ-652B sind mit einem * markiert.[9]

- Motor: Sechszylinder-Reihen-Ottomotor
- Motortyp: „GAZ-652“, aus dem Lastwagen GAZ-51A mit einigen Änderungen
- Leistung: 90 PS (66 kW)
- Hubraum: 3,48 l
- Verdichtung: 6,7:1
- Getriebe: Viergang-Schaltgetriebe
- Kupplung: Einscheiben-Trockenkupplung*
- Höchstgeschwindigkeit: 80 km/h
- Treibstoffverbrauch (sowjetischer Normverbrauch): 21 l/100 km*
- Kontrollverbrauch bei 40–50 km/h: 28 l/100 km*
- Antriebsformel: 4×2

Abmessungen und Gewichte
- Länge: 7150 mm
- Breite: 2400 mm
- Höhe: 2800 mm
- Radstand: 3600 mm
- Bodenfreiheit: mindestens 255 mm*
- Sitzplätze: 23+1
- Stehplätze: 22
- Passagierkapazität insgesamt: 45
- Leergewicht: 4200 kg
- zulässiges Gesamtgewicht: 7640 kg*
- Reifengröße: 8,25-20
- Anzahl Türen: 2 Passagiertüren + separate Fahrertür